# Campo di Marte (gruppo musicale)
Campo di Marte è stato un gruppo musicale italiano fondato nel 1971 a Firenze.

## Storia del gruppo
Il gruppo venne fondato da Enrico Rosa (ex chitarrista dei Senso Unico) e da Mauro Sarti (ex batterista/flautista dei Verde Stagione), con il bassista italo-americano Richard Ursillo, Carlo Marcovecchio (ex batterista de I Califfi) e Alfredo Barducci (fiati, piano, organo e voce). Il gruppo, molto attivo nell'attività dal vivo, ebbe una sola produzione discografica, costituita dall'album omonimo che, composto nel 1971, fu pubblicato nel 1973, quando il gruppo era prossimo a sciogliersi. Il disco venne pubblicato dall'etichetta UA in Italia e in America Latina.
Il nome Campo di Marte, ispirato a un'omonima area di Firenze, fu scelto durante il periodo della registrazione: essendo Marte il dio mitologico della guerra, costituiva un riferimento metaforico al concetto del campo di battaglia, mentre i testi dei brani, marcatamente antimilitaristi, rimarcavano al tempo stesso la critica alla guerra. La copertina del disco mostrava inoltre antichi soldati mercenari turchi che si infliggevano ferite con varie armi, per dimostrare la propria forza e coraggio. L'album Campo di Marte divenne col tempo una delle produzioni emblematiche del rock progressivo italiano, tanto da far inserire il gruppo nel 1993 nell'Enciclopedia del rock italiano di C. Rizzi.
Nel 1974 Enrico Rosa, compositore e arrangiatore dell'album, si trasferì in Danimarca, dove proseguì una fortunata carriera da musicista jazz. Nel 2003 si riunì con Mauro Sarti, Eva Rosa (flauto dolce), Matin Alexandr Sass (tastiere) e Maurilio Rossi (basso), per suonare in un breve tour in Italia, dal quale nacque l'album live Concerto zero. Nel 1994 il primo disco fu ristampato su CD dalla Mellow Records. Nel 2006 la BTF ha pubblicato il lavoro in confezione mini album, riproducendo l'ordine e i titoli dell'album originale. È stata inoltre pubblicata una ristampa del disco del 1973 su vinile rosso.

## Discografia
Album in studio
- 1973 - Campo di Marte

Live
- 2003 - Concerto zero

## Formazione
- Enrico Rosa - chitarra, voce, mellotron
- Alfredo Barducci - fiati, pianoforte, organo, voce
- Paul Richard Ursillo - basso, voce
- Mauro Sarti - batteria, percussioni, flauto, voce
- Carlo Felice Marcovecchio - batteria, percussioni, voce
- Eva Rosa - flauto dolce (dal 2003)
- Matin Alexandr Sass - tastiere (dal 2003)
- Maurilio Rossi - basso (dal 2003)